# جورج بيك
جورج بيك (بالإنجليزية: George Pake)‏ هو عالم في مجال الفيزياء ولد في 1924 في كينت، أوهايو، حائز على جائزة قلادة العلوم الوطنية الأمريكية (1987).

## وصلات خارجية
- الموقع الرسمي لجائزة قلادة العلوم الوطنية الأمريكية